# Tom Sanders
Pour les articles homonymes, voir Sanders.
Ne pas confondre avec le mathématicien Tom Sanders.
Thomas Ernest "Satch" Sanders, né le 8 novembre 1938 à New York (État de New York) aux États-Unis, est un joueur de basket-ball américain ayant évolué dans le championnat nord-américain professionnel de basket-ball, la National Basketball Association (NBA), de 1960 à 1973. Il est également entraîneur des Celtics de Boston de 1977 à 1979.
Après avoir évolué à l'université de New York, il passa l'intégralité de ses 13 saisons en National Basketball Association (NBA) avec les Celtics de Boston, ayant remporté huit titres NBA de 1961 à 1966, en 1968 et 1969. Dans l'histoire de la NBA, seuls ses coéquipiers Bill Russell et Sam Jones ont gagné plus de bagues de champions durant leur carrière. Il termina sa carrière en 1973. Il entraîna l'équipe durant une brève période en 1978. Il travailla à l'université Harvard, et plus tard pour la NBA durant plusieurs années et il prit sa retraite en 2006.

## Statistiques

### Professionnelles

#### En saison régulière
Légende :
| Champion NBA | Leader de la ligue |

gras = ses meilleures performances
Le tableau suivant présente les statistiques individuelles de Tom Sanders pendant sa carrière universitaire,.
| Saison    | Club              | Matchs | Matchs | Min. | Points | Points | 2 pts | 2 pts | 2 pts  | 3 pts | 3 pts | 3 pts | LF    | LF    | LF     | Rebonds | Rebonds | Pd  | Int | C | Bp | FP  |
| Saison    | Club              | MJ     | Tit    | Min. | Pts    | PPM    | R     | T     | %      | R     | T     | %     | R     | T     | %      | Rt      | R       | Pd  | Int | C | Bp | FP  |
| --------- | ----------------- | ------ | ------ | ---- | ------ | ------ | ----- | ----- | ------ | ----- | ----- | ----- | ----- | ----- | ------ | ------- | ------- | --- | --- | - | -- | --- |
| 1960-1961 | Celtics de Boston | 68     |        | 15,9 | 363    | 5,3    | 148   | 352   | 42,0 % | -     | -     | -     | 67    | 100   | 67,0 % | 385     | 5,7     | 0,6 | -   | - | -  | 1,9 |
| 1961-1962 | Celtics de Boston | 80     |        | 29,1 | 897    | 11,2   | 350   | 804   | 43,5 % | -     | -     | -     | 197   | 263   | 74,9 % | 762     | 9,5     | 0,9 | -   | - | -  | 3,5 |
| 1962-1963 | Celtics de Boston | 80     |        | 26,9 | 864    | 10,8   | 339   | 744   | 45,6 % | -     | -     | -     | 186   | 252   | 73,8 % | 576     | 7,2     | 2,7 | -   | - | -  | 3,3 |
| 1963-1964 | Celtics de Boston | 80     |        | 29,6 | 911    | 11,4   | 349   | 836   | 41,7 % | -     | -     | -     | 213   | 280   | 76;1 % | 667     | 8,3     | 1,2 | -   | - | -  | 3,5 |
| 1964-1965 | Celtics de Boston | 80     |        | 30,7 | 941    | 11,8   | 374   | 871   | 42,9 % | -     | -     | -     | 193   | 259   | 74,5 % | 661     | 8,3     | 1,3 | -   | - | -  | 4,0 |
| 1965-1966 | Celtics de Boston | 72     |        | 26,3 | 909    | 12,6   | 341   | 816   | 42,8 % | -     | -     | -     | 211   | 276   | 76,4 % | 508     | 7,1     | 1,1 | -   | - | -  | 4,4 |
| 1966-1967 | Celtics de Boston | 81     |        | 23,8 | 824    | 10,2   | 323   | 755   | 42,8 % | -     | -     | -     | 178   | 218   | 81,7 % | 439     | 5,4     | 1,3 | -   | - | -  | 3,8 |
| 1967-1968 | Celtics de Boston | 78     |        | 25,4 | 792    | 10,2   | 247   | 691   | 42,8 % | -     | -     | -     | 200   | 255   | 78,4 % | 454     | 5,8     | 1,3 | -   | - | -  | 3,8 |
| 1968-1969 | Celtics de Boston | 82     |        | 26,6 | 915    | 11,2   | 364   | 847   | 43,0 % | -     | -     | -     | 187   | 574   | 73;3 % | 292     | 7,0     | 1,3 | -   | - | -  | 3,6 |
| 1969-1970 | Celtics de Boston | 57     |        | 28,4 | 653    | 11,2   | 246   | 555   | 44,3 % | -     | -     | -     | 161   | 183   | 88,0 % | 314     | 3,7     | 1,6 | -   | - | -  | 3,5 |
| 1970-1971 | Celtics de Boston | 17     |        | 7,1  | 39     | 2,3    | 16    | 44    | 36,4 % | -     | -     | -     | 6     | 7     | 87,5 % | 17      | 1,0     | 0,6 | -   | - | -  | 1,5 |
| 1971-1972 | Celtics de Boston | 82     |        | 19,9 | 541    | 6,6    | 215   | 524   | 41,0 % | -     | -     | -     | 111   | 136   | 81,6 % | 353     | 4,3     | 1,2 | -   | - | -  | 3,1 |
| 1972-1973 | Celtics de Boston | 59     |        | 7,2  | 177    | 2,0    | 47    | 149   | 31,5 % | -     | -     | -     | 23    | 35    | 65,7 % | 88      | 1,5     | 0,5 | -   | - | -  | 1,4 |
| Total     | Total             | 916    |        | 24,2 | 8 756  | 9,6    | 3 416 | 7 988 | 42,8 % | -     | -     | -     | 1 934 | 2 520 | 76,7 % | 5 798   | 6,3     | 1,1 | -   | - | -  | 3,3 |

### Comme entraîneur
| Équipe            | Année     | Saison Régulière | Saison Régulière | Saison Régulière | Saison Régulière       | Play-offs                 | Play-offs                 | Play-offs                 | Play-offs                 | Réf.  |
| Équipe            | Année     | Victoires        | Défaites         | % victoire       | Classement             | Victoires                 | Défaites                  | % victoire                | Résultat                  | Réf.  |
| ----------------- | --------- | ---------------- | ---------------- | ---------------- | ---------------------- | ------------------------- | ------------------------- | ------------------------- | ------------------------- | ----- |
| Celtics de Boston | 1977-1978 | 21               | 27               | 43,8 %           | 3e Division atlantique | -                         | -                         | -                         | Non qualifiée             | [ 3 ] |
| Celtics de Boston | 1978-1979 | 2                | 12               | 14,3 %           | 3e Division atlantique | N'a pas terminé la saison | N'a pas terminé la saison | N'a pas terminé la saison | N'a pas terminé la saison | [ 4 ] |
| Total             | Total     | 23               | 39               | 37,1 %           | -                      | 0                         | 0                         | 0 %                       | -                         |       |

## Pour approfondir